# Chah (Cameroun)
Pour les articles homonymes, voir Shah (homonymie).
Chah est un village du Cameroun situé dans l’arrondissement (commune) de Zhoa, dans le département de Menchum et dans la Région du Nord-Ouest.

## Localisation
Chah est situé à environ 61 km de Bamenda, le chef lieu de la région du Nord-Ouest et à 323 km de Yaoundé, la capitale du Cameroun. 

## Population
Lors du recensement de 2005, on a dénombré 593 habitants, dont 147 hommes et 446 femmes.

## Réseau routier
Dans le plan communal de développement de Zhoa de 2012, un projet de route prévoit de relier Chah aux villages de Balmeng et de Fungom.